# Vahid Halilhodžić
Vahid Halilhodžić (Jablanica, 15 ottobre 1952) è un allenatore di calcio ed ex calciatore jugoslavo e bosniaco, di ruolo attaccante.

## Carriera

### Giocatore
Debutta da professionista nel 1972 con il Velež Mostar, si classifica per due anni consecutivi, tra il 1973 il 1974, al secondo posto del campionato della RSF di Jugoslavia, ma con cui vince la Coppa di Jugoslavia 1981. Si trasferisce quindi in Francia, al Nantes, con cui vince il campionato 1982-1983 e la Coppa delle Alpi 1982, sempre nella Loira vince per due anni la classifica cannonieri del campionato francese. Passa quindi al Paris Saint-Germain, dove dopo un'altra stagione, chiude la carriera di calciatore.
Con la Nazionale jugoslava ha partecipato all'Europeo del 1976 e al Mondiale del 1982. Fu inoltre tra i convocati della Selezione Europea nella gara ufficiale della nazionale italiana del 25 febbraio 1981 allo Stadio Olimpico di Roma, il 383º incontro disputato dagli azzurri, organizzata per raccogliere fondi per le vittime del terremoto dell'Irpinia: la gara si concluse con la vittoria per 3-0 della Selezione Europea e vi giocò l'intera gara, segnando al 56º minuto la seconda rete , con una punizione magistrale a foglia morta.

### Allenatore

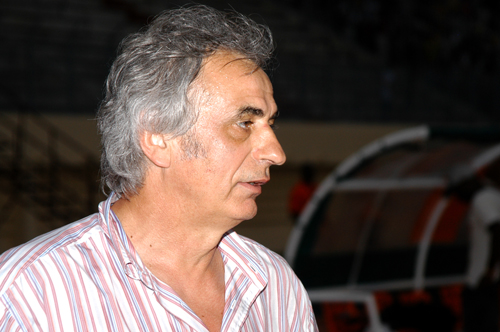
Vahid Halilhodžić ai tempi in cui allenava la nazionale ivoriana, nel 2008.

Inizia la carriera di allenatore in patria, al Velež Mostar, per poi far ritorno in Francia ad allenare il Beauvais, il Lilla (dal 1º settembre 1998 al 30 maggio 2002), il Rennes (dal 14 ottobre 2002 al 30 giugno 2003) e il Paris Saint-Germain, con una parentesi in Marocco alla guida del Raja Casablanca. Viene poi ingaggiato dal Trabzonspor e dall'Al-Ittihad.
Nel maggio del 2008 assume l'incarico di commissario tecnico della nazionale ivoriana. Dopo quasi due anni trascorsi alla guida della nazionale africana, viene esonerato il 27 febbraio 2010, a causa dell'eliminazione ai quarti di finale della Coppa d'Africa 2010. Il 16 agosto 2010 viene ingaggiato dalla Dinamo Zagabria, società per cui sottoscrive un contratto della durata di due anni e mezzo. Il 27 maggio 2011 viene sostituito da Krunoslav Jurčić.
Il 22 giugno successivo diviene il commissario tecnico dell’Algeria, firmando un contratto triennale. Esordisce con un pareggio per 1-1 contro la Tanzania, in una partita valevole per la qualificazione alla Coppa d’Africa, torneo al quale non riesce a qualificarsi, chiudendo al terzo posto nel proprio girone. Nel frattempo riesce a qualificarsi al campionato mondiale del 2014, quarta partecipazione per la squadra delle volpi del deserto. Nella competizione conduce la squadra agli ottavi di finale, dove l'Algeria viene sconfitta per 2-1 dalla Germania dopo i tempi supplementari, con una buona prestazione degli algerini. Il 6 luglio 2014 interrompe il rapporto con la federazione algerina.
Il 12 luglio 2014 ritorna alla guida del Trabzonspor. L’11 novembre, dopo appena 9 partite con 2 vittorie ottenute, viene esonerato, con la squadra al nono posto in campionato.
Il 12 marzo 2015 diventa commissario tecnico del Giappone. Esordisce nell’amichevole vinta per 2-0 contro la Tunisia. Partecipa alla Coppa dell'Asia orientale, dove arriva quarto nella fase finale a gironi. Supera la seconda fase delle qualificazioni al campionato mondiale del 2018, dove i nipponici si piazzano primi nel proprio girone. Il 31 agosto 2017 il Giappone si qualifica al campionato mondiale di Russia con una partita d’anticipo, arrivando primo nel proprio girone. Il 9 aprile 2018 la federazione nipponica lo esonera in seguito ai risultati ottenuti nelle ultime 2 amichevoli (pareggio per 1-1 contro il Mali e poi sconfitta per 2-1 contro l'Ucraina), anche a causa di contrasti con i "senatori" del gruppo; per questo motivo, il 24 maggio Halilhodžić denuncia la federazione calcistica giapponese e il suo presidente Kōzō Tashima per diffamazione, richiedendo le scuse ufficiali di Tashima e, come risarcimento, la cifra simbolica di un solo yen.
Il 2 ottobre dello stesso anno viene annunciato come nuovo tecnico del Nantes. Il 2 agosto 2019, a una settimana dall'inizio della nuova stagione, a seguito di divergenze avute con la dirigenza, rassegna le dimissioni.
Il 16 agosto 2019 diventa il commissario tecnico della nazionale marocchina. Il 22 marzo 2022 ottiene la qualificazione al campionato mondiale di Qatar dopo aver sconfitto la Repubblica Democratica del Congo nella terza fase delle qualificazioni. L'11 agosto seguente viene esonerato dalla federcalcio marocchina per disaccordi con il presidente federale: per la terza volta in carriera, l'allenatore viene esonerato dalla guida di una nazionale poco prima dell'inizio di una Coppa del mondo (le altre due occasioni furono con Costa d'Avorio e Giappone).

## Statistiche

### Statistiche da allenatore

#### Club
Statistiche aggiornate al 30 giugno 2024. In grassetto le competizioni vinte.
| Stagione                   | Squadra                    | Campionato                 | Campionato | Campionato | Campionato | Campionato | Coppe nazionali | Coppe nazionali | Coppe nazionali | Coppe nazionali | Coppe nazionali | Coppe continentali | Coppe continentali | Coppe continentali | Coppe continentali | Coppe continentali | Altre coppe | Altre coppe | Altre coppe | Altre coppe | Altre coppe | Totale | Totale | Totale | Totale | Vittorie % | Piazzamento |
| Stagione                   | Squadra                    | Comp                       | G          | V          | N          | P          | Comp            | G               | V               | N               | P               | Comp               | G                  | V                  | N                  | P                  | Comp        | G           | V           | N           | P           | G      | V      | N      | P      | %          | Piazzamento |
| -------------------------- | -------------------------- | -------------------------- | ---------- | ---------- | ---------- | ---------- | --------------- | --------------- | --------------- | --------------- | --------------- | ------------------ | ------------------ | ------------------ | ------------------ | ------------------ | ----------- | ----------- | ----------- | ----------- | ----------- | ------ | ------ | ------ | ------ | ---------- | ----------- |
| 1990-1991                  | Velež Mostar               | PL                         | 36         | 12         | 10         | 14         | CJ              | 1               | 0               | 0               | 1               | -                  | -                  | -                  | -                  | -                  | -           | -           | -           | -           | -           | 37     | 12     | 11     | 15     | 32,43      | 12º         |
| 1991-1992                  | Velež Mostar               | PL                         | 32         | 10         | 5          | 17         | CJ              | 5               | 4               | 0               | 1               | -                  | -                  | -                  | -                  | -                  | -           | -           | -           | -           | -           | 37     | 14     | 5      | 18     | 37,84      | 14º         |
| Totale Velež Mostar        | Totale Velež Mostar        | Totale Velež Mostar        | 68         | 22         | 15         | 31         |                 | 6               | 4               | 0               | 2               |                    | -                  | -                  | -                  | -                  |             | -           | -           | -           | -           | 74     | 26     | 15     | 33     | 35,14      |             |
| 1993-1994                  | Beauvais                   | D2                         | 42         | 10         | 19         | 13         | CF              | 3               | 2               | 0               | 1               | -                  | -                  | -                  | -                  | -                  | -           | -           | -           | -           | -           | 45     | 12     | 19     | 14     | 26,67      | 16º         |
| 1997-1998                  | Raja Casablanca            | B1                         | 30         | 19         | 10         | 1          | CM              | 4               | 2               | 1               | 1               | CCL                | 8                  | 4                  | 2                  | 2                  | -           | -           | -           | -           | -           | 42     | 25     | 13     | 4      | 59,52      | 1°          |
| set. 1998-1999             | Lilla                      | D2                         | 32         | 18         | 5          | 9          | CF+CdL          | 5+1             | 4+0             | 0+0             | 1+1             | -                  | -                  | -                  | -                  | -                  | -           | -           | -           | -           | -           | 38     | 22     | 5      | 11     | 57,89      | Sub. 4°     |
| 1999-2000                  | Lilla                      | D2                         | 38         | 25         | 8          | 5          | CF+CdL          | 3+1             | 2+0             | 1+1             | 0+0             | -                  | -                  | -                  | -                  | -                  | -           | -           | -           | -           | -           | 42     | 27     | 10     | 5      | 64,29      | 1º (prom.)  |
| 2000-2001                  | Lilla                      | D1                         | 34         | 16         | 11         | 7          | CF+CdL          | 1+1             | 0+0             | 0+0             | 1+1             | -                  | -                  | -                  | -                  | -                  | -           | -           | -           | -           | -           | 36     | 16     | 11     | 9      | 44,44      | 3º          |
| 2001-2002                  | Lilla                      | D1                         | 34         | 15         | 11         | 8          | CF+CdL          | 1+1             | 0+0             | 0+0             | 1+1             | UCL+CU             | 8+4                | 2+2                | 3+2                | 3+0                | -           | -           | -           | -           | -           | 48     | 19     | 16     | 13     | 39,58      | 5º          |
| Totale Lilla               | Totale Lilla               | Totale Lilla               | 138        | 74         | 35         | 29         |                 | 14              | 6               | 2               | 6               |                    | 12                 | 4                  | 5                  | 3                  |             | -           | -           | -           | -           | 164    | 84     | 42     | 38     | 51,22      |             |
| ott. 2002-2003             | Rennes                     | L1                         | 28         | 9          | 8          | 11         | CF+CdL          | 5+1             | 4+0             | 0+1             | 1+0             | -                  | -                  | -                  | -                  | -                  | -           | -           | -           | -           | -           | 34     | 13     | 9      | 12     | 38,24      | Sub. 15º    |
| 2003-2004                  | Paris Saint-Germain        | L1                         | 38         | 22         | 10         | 6          | CF+CdL          | 6+1             | 5+0             | 1+1             | 0+0             | -                  | -                  | -                  | -                  | -                  | -           | -           | -           | -           | -           | 45     | 27     | 12     | 6      | 60,00      | 2°          |
| 2004-feb. 2005             | Paris Saint-Germain        | L1                         | 25         | 6          | 12         | 7          | CF+CdL          | 1+2             | 1+1             | 0+0             | 0+1             | UCL                | 6                  | 1                  | 2                  | 3                  | SF          | 1           | 0           | 1           | 0           | 35     | 9      | 15     | 11     | 25,71      | Eson.       |
| Totale Paris Saint-Germain | Totale Paris Saint-Germain | Totale Paris Saint-Germain | 63         | 28         | 22         | 13         |                 | 10              | 7               | 2               | 1               |                    | 6                  | 1                  | 2                  | 3                  |             | 1           | 0           | 1           | 0           | 80     | 36     | 27     | 17     | 45,00      |             |
| ott. 2005-2006             | Trabzonspor                | SL                         | 26         | 12         | 5          | 9          | TK              | 4               | 3               | 0               | 1               | -                  | -                  | -                  | -                  | -                  | -           | -           | -           | -           | -           | 30     | 15     | 5      | 10     | 50,00      | Sub. 4º     |
| lug.-nov. 2006             | Al-Ittihad                 | SPL                        | 6          | 4          | 1          | 1          | -               | -               | -               | -               | -               | ACL                | 2                  | 1                  | 0                  | 1                  | CdC         | 2           | 1           | 0           | 1           | 10     | 6      | 1      | 3      | 60,00      | Eson.       |
| ago. 2010-mag. 2011        | Dinamo Zagabria            | HNL                        | 24         | 20         | 3          | 1          | HC              | 6               | 6               | 0               | 0               | UEL                | 8                  | 4                  | 1                  | 3                  | -           | -           | -           | -           | -           | 38     | 30     | 4      | 4      | 78,95      | Sub. Dimis. |
| ago.-nov. 2014             | Trabzonspor                | SL                         | 8          | 1          | 6          | 1          | TK              | -               | -               | -               | -               | UEL                | 6                  | 3                  | 2                  | 1                  | -           | -           | -           | -           | -           | 14     | 4      | 9      | 2      | 28,57      | Eson.       |
| Totale Trabzonspor         | Totale Trabzonspor         | Totale Trabzonspor         | 34         | 13         | 11         | 10         |                 | 4               | 3               | 0               | 1               |                    | 6                  | 3                  | 2                  | 1                  |             | -           | -           | -           | -           | 44     | 19     | 13     | 12     | 43,18      |             |
| ott. 2018-2019             | Nantes                     | L1                         | 30         | 12         | 6          | 12         | CF+CdL          | 5+2             | 4+1             | 0+0             | 1+1             | -                  | -                  | -                  | -                  | -                  | -           | -           | -           | -           | -           | 37     | 17     | 6      | 14     | 45,95      | Sub. 12°    |
| Totale carriera            | Totale carriera            | Totale carriera            | 463        | 211        | 130        | 122        |                 | 60              | 39              | 6               | 15              |                    | 42                 | 17                 | 12                 | 13                 |             | 3           | 1           | 1           | 1           | 568    | 268    | 149    | 151    | 47,18      |             |

#### Nazionale ivoriana
| Squadra        | Naz                       | dal            | al               | Record | Record | Record | Record     | Record | Record | Record | Record |
| G              | V                         | N              | P                | GF     | GS     | DR     | % Vittorie |        |        |        |        |
| -------------- | ------------------------- | -------------- | ---------------- | ------ | ------ | ------ | ---------- | ------ | ------ | ------ | ------ |
| Costa d'Avorio | Costa d'Avorio (bandiera) | 13 maggio 2008 | 20 febbraio 2010 | 25     | 13     | 10     | 2          | 48     | 19     | +29    | 52,00  |

#### Nazionale ivoriana nel dettaglio
| 2008                  | Costa d'Avorio        | Qual. Mondiale 2010   | 1º nel Gruppo 5, qualificato | 6  | 3  | 3  | 0 | 50,00 | 10 | 2  | +8  |
| 2009                  | Costa d'Avorio        | Qual. Mondiale 2010   | 1º nel Gruppo 5, qualificato | 6  | 5  | 1  | 0 | 83,33 | 19 | 4  | +15 |
| Gen.2010              | Costa d'Avorio        | Coppa d'Africa 2010   | Quarti di finale             | 3  | 1  | 1  | 1 | 33,33 | 5  | 4  | +1  |
| Dal 2008 al 2010      | Costa d'Avorio        | Amichevoli            |                              | 10 | 4  | 5  | 1 | 40,00 | 14 | 9  | +5  |
| Totale Costa d'Avorio | Totale Costa d'Avorio | Totale Costa d'Avorio | Totale Costa d'Avorio        | 25 | 13 | 10 | 2 | 52,00 | 48 | 19 | +29 |

#### Panchine da commissario tecnico della nazionale ivoriana
| Cronologia completa delle presenze e delle reti in nazionale ― Costa d'Avorio | Cronologia completa delle presenze e delle reti in nazionale ― Costa d'Avorio | Cronologia completa delle presenze e delle reti in nazionale ― Costa d'Avorio | Cronologia completa delle presenze e delle reti in nazionale ― Costa d'Avorio | Cronologia completa delle presenze e delle reti in nazionale ― Costa d'Avorio | Cronologia completa delle presenze e delle reti in nazionale ― Costa d'Avorio | Cronologia completa delle presenze e delle reti in nazionale ― Costa d'Avorio | Cronologia completa delle presenze e delle reti in nazionale ― Costa d'Avorio |
| Data                                                                          | Città                                                                         | In casa                                                                       | Risultato                                                                     | Ospiti                                                                        | Competizione                                                                  | Reti                                                                          | Note                                                                          |
| ----------------------------------------------------------------------------- | ----------------------------------------------------------------------------- | ----------------------------------------------------------------------------- | ----------------------------------------------------------------------------- | ----------------------------------------------------------------------------- | ----------------------------------------------------------------------------- | ----------------------------------------------------------------------------- | ----------------------------------------------------------------------------- |
| 22-5-2008                                                                     | Yokohama                                                                      | Costa d'Avorio                                                                | 1 – 1                                                                         | Paraguay                                                                      | Amichevole                                                                    | Kandia Traoré                                                                 | Cap: D.Zokora                                                                 |
| 24-5-2008                                                                     | Toyota                                                                        | Giappone                                                                      | 1 – 0                                                                         | Costa d'Avorio                                                                | Amichevole                                                                    | -                                                                             | Cap: D.Zokora                                                                 |
| 1-6-2008                                                                      | Abidjan                                                                       | Costa d'Avorio                                                                | 1 – 0                                                                         | Mozambico                                                                     | Qual. Mondiali 2010                                                           | Sekou Cissé                                                                   | Cap: D.Zokora                                                                 |
| 8-6-2008                                                                      | Antananarivo                                                                  | Madagascar                                                                    | 0 – 0                                                                         | Costa d'Avorio                                                                | Qual. Mondiali 2010                                                           | -                                                                             | Cap: K.Touré                                                                  |
| 14-6-2008                                                                     | Francistown                                                                   | Botswana                                                                      | 1 – 1                                                                         | Costa d'Avorio                                                                | Qual. Mondiali 2010                                                           | Abdoulaye Méïté                                                               | Cap: K.Touré                                                                  |
| 22-6-2008                                                                     | Abidjan                                                                       | Costa d'Avorio                                                                | 4 – 0                                                                         | Botswana                                                                      | Qual. Mondiali 2010                                                           | Boubacar Sanogo Didier Zokora 2 Sekou Cissé                                   | Cap: K.Touré                                                                  |
| 20-8-2008                                                                     | Chantilly                                                                     | Costa d'Avorio                                                                | 2 – 1                                                                         | Guinea                                                                        | Amichevole                                                                    | Bakari Koné Boubacar Sanogo                                                   |                                                                               |
| 7-9-2008                                                                      | Maputo                                                                        | Mozambico                                                                     | 1 – 1                                                                         | Costa d'Avorio                                                                | Qual. Mondiali 2010                                                           | Bakari Koné                                                                   | Cap: K.Touré                                                                  |
| 11-10-2008                                                                    | Abidjan                                                                       | Costa d'Avorio                                                                | 3 – 0                                                                         | Madagascar                                                                    | Qual. Mondiali 2010                                                           | 2 Boubacar Sanogo Salomon Kalou                                               | Cap: K.Touré                                                                  |
| 19-11-2008                                                                    | Ramat Gan                                                                     | Israele                                                                       | 2 – 2                                                                         | Costa d'Avorio                                                                | Amichevole                                                                    | autorete Boubacar Sanogo                                                      | Cap: D.Drogba                                                                 |
| 11-2-2009                                                                     | Istanbul                                                                      | Turchia                                                                       | 1 – 1                                                                         | Costa d'Avorio                                                                | Amichevole                                                                    | Didier Drogba                                                                 | Cap: D.Drogba                                                                 |
| 29-3-2009                                                                     | Abidjan                                                                       | Costa d'Avorio                                                                | 5 – 0                                                                         | Malawi                                                                        | Qual. Mondiali 2010                                                           | Romaric 2 Didier Drogba 1 (rig.) Salomon Kalou Bakari Koné                    | Cap: D.Drogba                                                                 |
| 7-6-2009                                                                      | Conakry                                                                       | Guinea                                                                        | 1 – 2                                                                         | Costa d'Avorio                                                                | Qual. Mondiali 2010                                                           | Bakari Koné Romaric                                                           | Cap: D.Drogba                                                                 |
| 13-6-2009                                                                     | Abidjan                                                                       | Costa d'Avorio                                                                | 2 – 1                                                                         | Camerun                                                                       | Amichevole                                                                    | Didier Drogba                                                                 | D.Drogba                                                                      |
| 20-6-2009                                                                     | Ouagadougou                                                                   | Burkina Faso                                                                  | 2 – 3                                                                         | Costa d'Avorio                                                                | Qual. Mondiali 2010                                                           | Yaya Touré autorete Didier Drogba                                             | Cap: D.Drogba                                                                 |
| 12-8-2009                                                                     | Susa                                                                          | Tunisia                                                                       | 0 – 0                                                                         | Costa d'Avorio                                                                | Amichevole                                                                    | -                                                                             |                                                                               |
| 5-9-2009                                                                      | Abidjan                                                                       | Costa d'Avorio                                                                | 5 – 0                                                                         | Burkina Faso                                                                  | Qual. Mondiali 2010                                                           | autorete 2 Didier Drogba Yaya Touré Abdul Kader Keita                         | Cap: D.Drogba                                                                 |
| 10-10-2009                                                                    | Blantyre                                                                      | Malawi                                                                        | 1 – 1                                                                         | Costa d'Avorio                                                                | Qual. Mondiali 2010                                                           | Didier Drogba                                                                 | Cap: D.Zokora                                                                 |
| 14-11-2009                                                                    | Abidjan                                                                       | Costa d'Avorio                                                                | 3 – 0                                                                         | Guinea                                                                        | Qual. Mondiali 2010                                                           | 2 Gervinho Siaka Tiéné                                                        | Cap: D.Zokora                                                                 |
| 18-11-2009                                                                    | Gelsenkirchen                                                                 | Germania                                                                      | 2 – 2                                                                         | Costa d'Avorio                                                                | Amichevole                                                                    | Emmanuel Eboué Seydou Doumbia                                                 | Cap: K.Tourè                                                                  |
| 4-1-2010                                                                      | Dar-es-Salaam                                                                 | Tanzania                                                                      | 0 – 1                                                                         | Costa d'Avorio                                                                | Amichevole                                                                    | Didier Drogba                                                                 | Cap: D.Drogba                                                                 |
| 7-1-2010                                                                      | Dar es Salaam                                                                 | Costa d'Avorio                                                                | 2 – 0                                                                         | Ruanda                                                                        | Amichevole                                                                    | Souleymane Bamba Benjamin Angoua                                              | Cap: D.Drogba                                                                 |
| 11-1-2010                                                                     | Cabinda                                                                       | Costa d'Avorio                                                                | 0 – 0                                                                         | Burkina Faso                                                                  | Coppa d'Africa 2010 - 1º turno                                                | -                                                                             | Cap: D.Drogba                                                                 |
| 15-1-2010                                                                     | Cabinda                                                                       | Costa d'Avorio                                                                | 3 – 1                                                                         | Ghana                                                                         | Coppa d'Africa 2010 - 1º turno                                                | Gervinho Siaka Tiéné Didier Drogba                                            | Cap: D.Drogba                                                                 |
| 24-1-2010                                                                     | Cabinda                                                                       | Costa d'Avorio                                                                | 2 – 3 dts                                                                     | Algeria                                                                       | Coppa d'Africa 2010 - Quarti di finale                                        | Salomon Kalou Abdul Kader Keita                                               | Cap: D.Drogba                                                                 |
| Totale                                                                        |                                                                               | Presenze                                                                      | 25                                                                            |                                                                               | Reti                                                                          | 48                                                                            |                                                                               |

#### Nazionale algerina
| Squadra | Naz                | dal            | al            | Record | Record | Record | Record     | Record | Record | Record | Record |
| G       | V                  | N              | P             | GF     | GS     | DR     | % Vittorie |        |        |        |        |
| ------- | ------------------ | -------------- | ------------- | ------ | ------ | ------ | ---------- | ------ | ------ | ------ | ------ |
| Algeria | Algeria (bandiera) | 22 giugno 2011 | 6 luglio 2014 | 30     | 18     | 5      | 7          | 52     | 27     | +25    | 60,00  |

#### Nazionale algerina nel dettaglio
| Set.-Ott.2011  | Algeria        | Qual. Coppa d'Africa 2013 | Qualificato                  | 2  | 1  | 1 | 0 | 50,00   | 3  | 1  | +2  |
| Feb.-Ott.2012  | Algeria        | Qual. Coppa d'Africa 2013 | Qualificato                  | 4  | 4  | 0 | 0 | 100,00& | 9  | 2  | +7  |
| Giu.2012       | Algeria        | Qual. Mondiale 2014       | 1º nel Gruppo H, qualificato | 2  | 1  | 0 | 1 | 50,00   | 5  | 2  | +3  |
| 2013           | Algeria        | Qual. Mondiale 2014       | 1º nel Gruppo H, qualificato | 6  | 5  | 0 | 1 | 83,33   | 11 | 5  | +6  |
| Gen. 2013      | Algeria        | Coppa d'Africa 2013       | 4º nel Gruppo D              | 3  | 0  | 1 | 2 | &0,00   | 2  | 5  | -3  |
| Giu.2014       | Algeria        | Mondiale 2014             | Ottavi di finale             | 4  | 1  | 1 | 2 | 25,00   | 7  | 7  | +0  |
| Dal 2011       | Algeria        | Amichevoli                |                              | 9  | 6  | 2 | 1 | 66,67   | 15 | 5  | +10 |
| Totale Algeria | Totale Algeria | Totale Algeria            | Totale Algeria               | 30 | 18 | 5 | 7 | 60,00   | 52 | 27 | +25 |

#### Panchine da commissario tecnico della nazionale algerina
| Cronologia completa delle presenze e delle reti in nazionale ― Algeria | Cronologia completa delle presenze e delle reti in nazionale ― Algeria | Cronologia completa delle presenze e delle reti in nazionale ― Algeria | Cronologia completa delle presenze e delle reti in nazionale ― Algeria | Cronologia completa delle presenze e delle reti in nazionale ― Algeria | Cronologia completa delle presenze e delle reti in nazionale ― Algeria | Cronologia completa delle presenze e delle reti in nazionale ― Algeria | Cronologia completa delle presenze e delle reti in nazionale ― Algeria |
| Data                                                                   | Città                                                                  | In casa                                                                | Risultato                                                              | Ospiti                                                                 | Competizione                                                           | Reti                                                                   | Note                                                                   |
| ---------------------------------------------------------------------- | ---------------------------------------------------------------------- | ---------------------------------------------------------------------- | ---------------------------------------------------------------------- | ---------------------------------------------------------------------- | ---------------------------------------------------------------------- | ---------------------------------------------------------------------- | ---------------------------------------------------------------------- |
| 3-9-2011                                                               | Dar-es-Salaam                                                          | Tanzania                                                               | 1 – 1                                                                  | Algeria                                                                | Qual. Coppa d'Africa 2013                                              | Hameur Bouazza                                                         | Cap: M.Bougherra                                                       |
| 9-10-2011                                                              | Blida                                                                  | Algeria                                                                | 2 – 0                                                                  | Rep. Centrafricana                                                     | Qual. Coppa d'Africa 2013                                              | Hassan Yebda Foued Kadir                                               | Cap: M.Bougherra                                                       |
| 12-11-2011                                                             | Blida                                                                  | Algeria                                                                | 1 – 0                                                                  | Tunisia                                                                | Amichevole                                                             | Ryad Boudebouz                                                         | Cap: A.Yahia                                                           |
| 29-2-2012                                                              | Bakau                                                                  | Gambia                                                                 | 1 – 2                                                                  | Algeria                                                                | Qual. Coppa d'Africa 2013                                              | Antar Yahia Sofiane Feghouli                                           | Cap: A.Yahia                                                           |
| 26-5-2012                                                              | Blida                                                                  | Algeria                                                                | 3 – 0                                                                  | Niger                                                                  | Amichevole                                                             | autorete Rafik Djebbour El Arbi Hillel Soudani                         | Cap: M.Lacen                                                           |
| 2-6-2012                                                               | Blida                                                                  | Algeria                                                                | 4 – 0                                                                  | Ruanda                                                                 | Qual. Mondiali 2014                                                    | Sofiane Feghouli 2 El Arbi Hillel Soudani Islam Slimani                | Cap: M.Lacen                                                           |
| 10-6-2012                                                              | Ouagadougou                                                            | Mali                                                                   | 2 – 1                                                                  | Algeria                                                                | Qual. Mondiali 2014                                                    | Islam Slimani                                                          | Cap: M.Bougherra                                                       |
| 15-6-2012                                                              | Blida                                                                  | Algeria                                                                | 4 – 1                                                                  | Gambia                                                                 | Qual. Coppa d'Africa 2013                                              | Foued Kadir 2 Islam Slimani El Arbi Hillel Soudani                     | Cap: M.Bougherra                                                       |
| 9-9-2012                                                               | Casablanca                                                             | Libia                                                                  | 0 – 1                                                                  | Algeria                                                                | Qual. Coppa d'Africa 2013                                              | El Arbi Hillel Soudani                                                 | Cap: M.Lacen                                                           |
| 14-10-2012                                                             | Blida                                                                  | Algeria                                                                | 2 – 0                                                                  | Libia                                                                  | Qual. Coppa d'Africa 2013                                              | El Arbi Hillel Soudani Islam Slimani                                   | Cap: A.Guedioura                                                       |
| 14-11-2012                                                             | Blida                                                                  | Algeria                                                                | 0 – 1                                                                  | Bosnia ed Erzegovina                                                   | Amichevole                                                             | -                                                                      | Cap: M.Lacen                                                           |
| 12-1-2013                                                              | Durban                                                                 | Sudafrica                                                              | 0 – 0                                                                  | Algeria                                                                | Amichevole                                                             | -                                                                      | Cap: C.Medjani                                                         |
| 22-1-2013                                                              | Durban                                                                 | Tunisia                                                                | 1 – 0                                                                  | Algeria                                                                | Coppa d'Africa 2013 - 1º turno                                         | -                                                                      | Cap: M.Lacen                                                           |
| 26-1-2013                                                              | Rustenburg                                                             | Algeria                                                                | 0 – 2                                                                  | Togo                                                                   | Coppa d'Africa 2013 - 1º turno                                         | -                                                                      | Cap: M.Lacen                                                           |
| 30-1-2013                                                              | Durban                                                                 | Algeria                                                                | 2 – 2                                                                  | Costa d'Avorio                                                         | Coppa d'Africa 2013 - 1º turno                                         | Sofiane Feghouli (rig.) El Arbi Hillel Soudani                         | Cap: M.Lacen                                                           |
| 26-3-2013                                                              | Blida                                                                  | Algeria                                                                | 3 – 1                                                                  | Benin                                                                  | Qual. Mondiali 2014                                                    | Sofiane Feghouli Saphir Taïder Islam Slimani                           | Cap: C.Medjani                                                         |
| 2-6-2013                                                               | Blida                                                                  | Algeria                                                                | 2 – 0                                                                  | Burkina Faso                                                           | Amichevole                                                             | El Arbi Hillel Soudani Islam Slimani                                   | Cap: M.Bougherra                                                       |
| 9-6-2013                                                               | Cotonou                                                                | Benin                                                                  | 1 – 3                                                                  | Algeria                                                                | Qual. Mondiali 2014                                                    | 2 Islam Slimani Nabil Ghilas                                           | Cap: M.Bougherra                                                       |
| 13-6-2013                                                              | Kigali                                                                 | Ruanda                                                                 | 0 – 1                                                                  | Algeria                                                                | Qual. Mondiali 2014                                                    | Saphir Taïder                                                          | Cap: M.Bougherra                                                       |
| 14-8-2013                                                              | Blida                                                                  | Algeria                                                                | 2 – 2                                                                  | Guinea                                                                 | Amichevole                                                             | Adlene Guedioura Abdelmoumene Djabou                                   | Cap: M.Bougherra                                                       |
| 10-9-2013                                                              | Blida                                                                  | Algeria                                                                | 1 – 0                                                                  | Mali                                                                   | Qual. Mondiali 2014                                                    | El Arbi Hillel Soudani                                                 | Cap: M.Bougherra                                                       |
| 12-10-2013                                                             | Ouagadougou                                                            | Burkina Faso                                                           | 3 – 2                                                                  | Algeria                                                                | Qual. Mondiali 2014                                                    | Sofiane Feghouli Carl Medjani                                          | Cap: M.Bougherra                                                       |
| 19-11-2013                                                             | Blida                                                                  | Algeria                                                                | 1 – 0                                                                  | Burkina Faso                                                           | Qual. Mondiali 2014                                                    | Madjid Bougherra                                                       | Cap: M.Bougherra                                                       |
| 5-3-2014                                                               | Blida                                                                  | Algeria                                                                | 2 – 0                                                                  | Slovenia                                                               | Amichevole                                                             | El Arbi Hillel Soudani Saphir Taïder                                   | Cap: M.Bougherra                                                       |
| 31-5-2014                                                              | Sion                                                                   | Algeria                                                                | 3 – 1                                                                  | Armenia                                                                | Amichevole                                                             | Essaïd Belkalem Nabil Ghilas Islam Slimani                             | Cap: M.Lacen                                                           |
| 4-6-2014                                                               | Ginevra                                                                | Romania                                                                | 1 – 2                                                                  | Algeria                                                                | Amichevole                                                             | Nabil Bentaleb El Arbi Hillel Soudani                                  | Cap: M.Bougherra                                                       |
| 17-6-2014                                                              | Belo Horizonte                                                         | Belgio                                                                 | 2 – 1                                                                  | Algeria                                                                | Mondiali 2014 - 1º turno                                               | Sofiane Feghouli (rig.)                                                | Cap: M.Bougherra                                                       |
| 22-6-2014                                                              | Porto Alegre                                                           | Corea del Sud                                                          | 2 – 4                                                                  | Algeria                                                                | Mondiali 2014 - 1º turno                                               | Islam Slimani Rafik Halliche Abdelmoumene Djabou Yacine Brahimi        | Cap: M.Bougherra                                                       |
| 26-6-2014                                                              | Curitiba                                                               | Algeria                                                                | 1 – 1                                                                  | Russia                                                                 | Mondiali 2014 - 1º turno                                               | Islam Slimani                                                          | Cap: R.Halliche                                                        |
| 30-6-2014                                                              | Porto Alegre                                                           | Germania                                                               | 2 – 1 dts                                                              | Algeria                                                                | Mondiali 2014 - Ottavi di finale                                       | Abdelmoumene Djabou                                                    | Cap: R.Halliche                                                        |
| Totale                                                                 |                                                                        | Presenze                                                               | 30                                                                     |                                                                        | Reti                                                                   | 52                                                                     |                                                                        |

#### Nazionale giapponese
| Squadra  | Naz                 | dal           | al            | Record | Record | Record | Record     | Record | Record | Record | Record |
| G        | V                   | N             | P             | GF     | GS     | DR     | % Vittorie |        |        |        |        |
| -------- | ------------------- | ------------- | ------------- | ------ | ------ | ------ | ---------- | ------ | ------ | ------ | ------ |
| Giappone | Giappone (bandiera) | 12 marzo 2015 | 9 aprile 2018 | 38     | 21     | 9      | 8          | 84     | 34     | +50    | 55,26  |

#### Nazionale giapponese nel dettaglio
| Ago. 2015        | Giappone        | Coppa d'Asia orientale 2015 | 4º nel gruppo A1             | 3  | 0  | 2 | 1 | &0,00 | 3  | 4  | -1  |
| 2015             | Giappone        | Qual.Mondiale 2018          | 1º nel gruppo B, qualificato | 6  | 5  | 1 | 0 | 83,33 | 17 | 0  | +17 |
| 2016             | Giappone        | Qual.Mondiale 2018          | 1º nel gruppo B, qualificato | 7  | 5  | 1 | 1 | 71,43 | 18 | 5  | +13 |
| 2017             | Giappone        | Qual.Mondiale 2018          | 1º nel gruppo B, qualificato | 5  | 3  | 1 | 1 | 60,00 | 9  | 2  | +7  |
| Dic.2017         | Giappone        | Coppa d'Asia orientale 2017 | 2º nel gruppo A1             | 3  | 2  | 0 | 1 | 66,67 | 4  | 5  | -1  |
| Dal 2015 al 2018 | Giappone        | Amichevoli                  |                              | 14 | 6  | 4 | 4 | 42,86 | 33 | 18 | +15 |
| Totale Giappone  | Totale Giappone | Totale Giappone             | Totale Giappone              | 38 | 21 | 9 | 8 | 55,26 | 84 | 34 | +50 |

#### Panchine da commissario tecnico della nazionale giapponese
| Cronologia completa delle presenze e delle reti in nazionale ― Giappone | Cronologia completa delle presenze e delle reti in nazionale ― Giappone | Cronologia completa delle presenze e delle reti in nazionale ― Giappone | Cronologia completa delle presenze e delle reti in nazionale ― Giappone | Cronologia completa delle presenze e delle reti in nazionale ― Giappone | Cronologia completa delle presenze e delle reti in nazionale ― Giappone | Cronologia completa delle presenze e delle reti in nazionale ― Giappone         | Cronologia completa delle presenze e delle reti in nazionale ― Giappone |
| Data                                                                    | Città                                                                   | In casa                                                                 | Risultato                                                               | Ospiti                                                                  | Competizione                                                            | Reti                                                                            | Note                                                                    |
| ----------------------------------------------------------------------- | ----------------------------------------------------------------------- | ----------------------------------------------------------------------- | ----------------------------------------------------------------------- | ----------------------------------------------------------------------- | ----------------------------------------------------------------------- | ------------------------------------------------------------------------------- | ----------------------------------------------------------------------- |
| 27-3-2015                                                               | Oita                                                                    | Giappone                                                                | 2 – 0                                                                   | Tunisia                                                                 | Amichevole                                                              | Shinji Okazaki Keisuke Honda                                                    | Cap: M.Hasebe                                                           |
| 31-3-2015                                                               | Tokio                                                                   | Giappone                                                                | 5 – 1                                                                   | Uzbekistan                                                              | Amichevole                                                              | Toshihiro Aoyama Shinji Okazaki Gaku Shibasaki Takashi Usami Kengo Kawamata     | Cap: K.Honda                                                            |
| 11-6-2015                                                               | Yokohama                                                                | Giappone                                                                | 4 – 0                                                                   | Iraq                                                                    | Amichevole                                                              | Keisuke Honda Tomoaki Makino Shinji Okazaki Genki Haraguchi                     | Cap: M.Hasebe                                                           |
| 16-6-2015                                                               | Saitama                                                                 | Giappone                                                                | 0 – 0                                                                   | Singapore                                                               | Qual. Mondiali 2018                                                     | -                                                                               | Cap: M.Hasebe                                                           |
| 2-8-2015                                                                | Wuhan                                                                   | Corea del Nord                                                          | 2 – 1                                                                   | Giappone                                                                | Coppa dell'Asia orientale 2015                                          | Yuki Muto                                                                       | Cap:M.Morishige                                                         |
| 5-8-2015                                                                | Wuhan                                                                   | Giappone                                                                | 1 – 1                                                                   | Corea del Sud                                                           | Coppa dell'Asia orientale 2015                                          | Hotaru Yamaguchi                                                                | Cap:M.Morishige                                                         |
| 9-8-2015                                                                | Wuhan                                                                   | Cina                                                                    | 1 – 1                                                                   | Giappone                                                                | Coppa dell'Asia orientale 2015                                          | Yuki Muto                                                                       | Cap:M.Morishige                                                         |
| 3-9-2015                                                                | Tokio                                                                   | Giappone                                                                | 3 – 0                                                                   | Cambogia                                                                | Qual. Mondiali 2018                                                     | Keisuke Honda Maya Yoshida Shinji Kagawa                                        | Cap: M.Hasebe                                                           |
| 8-9-2015                                                                | Teheran                                                                 | Afghanistan                                                             | 0 – 6                                                                   | Giappone                                                                | Qual. Mondiali 2018                                                     | 2 Shinji Kagawa Masato Morishige 2 Shinji Okazaki Keisuke Honda                 | Cap: M.Hasebe                                                           |
| 8-10-2015                                                               | Mascate                                                                 | Siria                                                                   | 0 – 3                                                                   | Giappone                                                                | Qual. Mondiali 2018                                                     | Keisuke Honda (rig.) Shinji Okazaki Takashi Usami                               | Cap: M.Hasebe                                                           |
| 13-10-2015                                                              | Teheran                                                                 | Iran                                                                    | 1 – 1                                                                   | Giappone                                                                | Amichevole                                                              | Yoshinori Muto                                                                  | Cap: M.Hasebe                                                           |
| 12-11-2015                                                              | Singapore                                                               | Singapore                                                               | 0 – 3                                                                   | Giappone                                                                | Qual. Mondiali 2018                                                     | Mu Kanazaki Keisuke Honda Maya Yoshida                                          | Cap: M.Hasebe                                                           |
| 17-11-2015                                                              | Phnom Penh                                                              | Cambogia                                                                | 0 – 2                                                                   | Giappone                                                                | Qual. Mondiali 2018                                                     | autorete Keisuke Honda                                                          | Cap: S.Okazaki                                                          |
| 24-3-2016                                                               | Saitama                                                                 | Giappone                                                                | 5 – 0                                                                   | Afghanistan                                                             | Qual. Mondiali 2018                                                     | Shinji Okazaki Hiroshi Kiyotake autorete Maya Yoshida Mu Kanazaki               | Cap: M.Hasebe                                                           |
| 29-3-2016                                                               | Saitama                                                                 | Giappone                                                                | 5 – 0                                                                   | Siria                                                                   | Qual. Mondiali 2018                                                     | autorete 2 Shinji Kagawa Keisuke Honda Genki Haraguchi                          | Cap: S.Okazaki                                                          |
| 3-6-2016                                                                | Toyota                                                                  | Giappone                                                                | 7 – 2                                                                   | Bulgaria                                                                | Amichevole                                                              | Shinji Okazaki 2 Shinji Kagawa 2 Maya Yoshida Takashi Usami Takuma Asano (rig.) | Cap: M.Hasebe                                                           |
| 7-6-2016                                                                | Osaka                                                                   | Giappone                                                                | 1 – 2                                                                   | Bosnia ed Erzegovina                                                    | Amichevole                                                              | Hiroshi Kiyotake                                                                | Cap: M.Hasebe                                                           |
| 1-9-2016                                                                | Saitama                                                                 | Giappone                                                                | 1 – 2                                                                   | Emirati Arabi Uniti                                                     | Qual. Mondiali 2018                                                     | Keisuke Honda                                                                   | Cap: M.Hasebe                                                           |
| 6-9-2016                                                                | Bangkok                                                                 | Thailandia                                                              | 0 – 2                                                                   | Giappone                                                                | Qual. Mondiali 2018                                                     | Genki Haraguchi Takuma Asano                                                    | Cap: M.Hasebe                                                           |
| 6-10-2016                                                               | Saitama                                                                 | Giappone                                                                | 2 – 1                                                                   | Iraq                                                                    | Qual. Mondiali 2018                                                     | Genki Haraguchi Hotaru Yamaguchi                                                | Cap: M.Hasebe                                                           |
| 11-10-2016                                                              | Melbourne                                                               | Australia                                                               | 1 – 1                                                                   | Giappone                                                                | Qual. Mondiali 2018                                                     | Genki Haraguchi                                                                 | Cap: M.Hasebe                                                           |
| 11-11-2016                                                              | Kashima                                                                 | Giappone                                                                | 4 – 0                                                                   | Oman                                                                    | Amichevole                                                              | 2 Yuya Osako Hiroshi Kiyotake (rig.) Yuki Kobayashi                             | Cap: K.Honda                                                            |
| 15-11-2016                                                              | Saitama                                                                 | Giappone                                                                | 2 – 1                                                                   | Arabia Saudita                                                          | Qual. Mondiali 2018                                                     | Hiroshi Kiyotake (rig.) Genki Haraguchi                                         | Cap: M.Hasebe                                                           |
| 23-3-2017                                                               | Abu Dhabi                                                               | Emirati Arabi Uniti                                                     | 0 – 2                                                                   | Giappone                                                                | Qual. Mondiali 2018                                                     | Yuya Kubo Yasuyuki Konno                                                        | Cap: M.Yoshida                                                          |
| 28-3-2017                                                               | Saitama                                                                 | Giappone                                                                | 4 – 0                                                                   | Thailandia                                                              | Qual. Mondiali 2018                                                     | Shinji Kagawa Shinji Okazaki Yuya Kubo Maya Yoshida                             | Cap: M.Yoshida                                                          |
| 7-6-2017                                                                | Tokio                                                                   | Giappone                                                                | 1 – 1                                                                   | Siria                                                                   | Amichevole                                                              | Yasuyuki Konno                                                                  | Cap: M.Yoshida                                                          |
| 13-6-2017                                                               | Tehran                                                                  | Iraq                                                                    | 1 – 1                                                                   | Giappone                                                                | Qual. Mondiali 2018                                                     | Yuya Osako                                                                      | Cap: K.Honda                                                            |
| 31-8-2017                                                               | Saitama                                                                 | Giappone                                                                | 2 – 0                                                                   | Australia                                                               | Qual. Mondiali 2018                                                     | Takuma Asano Yosuke Ideguchi                                                    | Cap: M.Hasebe                                                           |
| 5-9-2017                                                                | Riyadh                                                                  | Arabia Saudita                                                          | 1 – 0                                                                   | Giappone                                                                | Qual. Mondiali 2018                                                     | -                                                                               | Cap: K.Honda                                                            |
| 6-10-2017                                                               | Toyota                                                                  | Giappone                                                                | 2 – 1                                                                   | Nuova Zelanda                                                           | Amichevole                                                              | Yuya Osako (rig.) Shu Kurata                                                    | Cap: M.Yoshida                                                          |
| 10-10-2017                                                              | Yokohama                                                                | Giappone                                                                | 3 – 3                                                                   | Haiti                                                                   | Amichevole                                                              | Shu Kurata Kenyu Sugimoto Shinji Kagawa                                         | Cap: Y.Nagatomo                                                         |
| 10-11-2017                                                              | Villeneuve-d'Ascq                                                       | Giappone                                                                | 1 – 3                                                                   | Brasile                                                                 | Amichevole                                                              | Tomoaki Makino                                                                  | Cap: M.Hasebe                                                           |
| 14-11-2017                                                              | Bruges                                                                  | Belgio                                                                  | 1 – 0                                                                   | Giappone                                                                | Amichevole                                                              | -                                                                               | Cap: M.Yoshida                                                          |
| 9-12-2017                                                               | Tokio                                                                   | Giappone                                                                | 1 – 0                                                                   | Corea del Nord                                                          | Coppa dell'Asia orientale 2017                                          | Yosuke Ideguchi                                                                 | Cap:G.Shoji                                                             |
| 12-12-2017                                                              | Tokio                                                                   | Giappone                                                                | 2 – 1                                                                   | Cina                                                                    | Coppa dell'Asia orientale 2017                                          | Yu Kobayashi Gen Shoji                                                          | Cap:G.Shoji                                                             |
| 16-12-2017                                                              | Tokio                                                                   | Giappone                                                                | 1 – 4                                                                   | Corea del Sud                                                           | Coppa dell'Asia orientale 2017                                          | Yu Kobayashi (rig.)                                                             | Cap:G.Shoji                                                             |
| 23-3-2018                                                               | Liegi                                                                   | Giappone                                                                | 1 – 1                                                                   | Mali                                                                    | Amichevole                                                              | Shoya Nakajima                                                                  | Cap: M.Hasebe                                                           |
| 27-3-2018                                                               | Liegi                                                                   | Ucraina                                                                 | 2 – 1                                                                   | Giappone                                                                | Amichevole                                                              | Tomoaki Makino                                                                  | Cap: M.Hasebe                                                           |
| Totale                                                                  |                                                                         | Presenze                                                                | 38                                                                      |                                                                         | Reti                                                                    | 84                                                                              |                                                                         |

#### Nazionale marocchina
| Squadra | Naz                | dal            | al             | Record | Record | Record | Record     | Record | Record | Record | Record |
| G       | V                  | N              | P              | GF     | GS     | DR     | % Vittorie |        |        |        |        |
| ------- | ------------------ | -------------- | -------------- | ------ | ------ | ------ | ---------- | ------ | ------ | ------ | ------ |
| Marocco | Marocco (bandiera) | 15 agosto 2019 | 11 agosto 2022 | 27     | 17     | 7      | 3          | 52     | 18     | +34    | 62,96  |

#### Nazionale marocchina nel dettaglio
| 2019                 | Marocco        | Qual. Coppa d'Africa 2021 | 1º nel gruppo E, Qualificato                 | 2  | 1  | 1 | 0 | 50,00   | 3  | 0  | +3  |
| 2020                 | Marocco        | Qual. Coppa d'Africa 2021 | 1º nel gruppo E, Qualificato                 | 2  | 2  | 0 | 0 | 100,00& | 6  | 1  | +5  |
| Mar. 2021            | Marocco        | Qual. Coppa d'Africa 2021 | 1º nel gruppo E, Qualificato                 | 2  | 1  | 1 | 0 | 50,00   | 1  | 0  | +1  |
| 2021                 | Marocco        | Qual. Mondiale 2022       | 1º nel gruppo I, Qualificato dopo i play-off | 6  | 6  | 0 | 0 | 100,00& | 20 | 1  | +19 |
| mar. 2022 (spareggi) | Marocco        | Qual. Mondiale 2022       | 1º nel gruppo I, Qualificato dopo i play-off | 2  | 1  | 1 | 0 | 50,00   | 6  | 2  | +4  |
| Gen. 2022            | Marocco        | Coppa d'Africa 2021       | Quarti di finale                             | 4  | 2  | 1 | 1 | 50,00   | 6  | 4  | +2  |
| Dal 2019             | Marocco        | Amichevoli                |                                              | 9  | 4  | 3 | 2 | 44,44   | 11 | 10 | +1  |
| Totale Marocco       | Totale Marocco | Totale Marocco            | Totale Marocco                               | 27 | 17 | 7 | 3 | 62,96   | 53 | 18 | +35 |

#### Panchine da commissario tecnico della nazionale marocchina
| Cronologia completa delle presenze e delle reti in nazionale ― Marocco | Cronologia completa delle presenze e delle reti in nazionale ― Marocco | Cronologia completa delle presenze e delle reti in nazionale ― Marocco | Cronologia completa delle presenze e delle reti in nazionale ― Marocco | Cronologia completa delle presenze e delle reti in nazionale ― Marocco | Cronologia completa delle presenze e delle reti in nazionale ― Marocco | Cronologia completa delle presenze e delle reti in nazionale ― Marocco       | Cronologia completa delle presenze e delle reti in nazionale ― Marocco |
| Data                                                                   | Città                                                                  | In casa                                                                | Risultato                                                              | Ospiti                                                                 | Competizione                                                           | Reti                                                                         | Note                                                                   |
| ---------------------------------------------------------------------- | ---------------------------------------------------------------------- | ---------------------------------------------------------------------- | ---------------------------------------------------------------------- | ---------------------------------------------------------------------- | ---------------------------------------------------------------------- | ---------------------------------------------------------------------------- | ---------------------------------------------------------------------- |
| 6-9-2019                                                               | Marrakech                                                              | Marocco                                                                | 1 – 1                                                                  | Burkina Faso                                                           | Amichevole                                                             | Zouhair Feddal                                                               | Cap: Y. Abdelhamid                                                     |
| 10-9-2019                                                              | Marrakech                                                              | Marocco                                                                | 1 – 0                                                                  | Niger                                                                  | Amichevole                                                             | Walid El Karti                                                               | Cap: A.Taarabt                                                         |
| 11-10-2019                                                             | Oujda                                                                  | Marocco                                                                | 1 – 1                                                                  | Libia                                                                  | Amichevole                                                             | Jawad El Yamiq                                                               | Cap: Y. Abdelhamid                                                     |
| 15-10-2019                                                             | Tanger                                                                 | Marocco                                                                | 2 – 3                                                                  | Gabon                                                                  | Amichevole                                                             | 2 Nordin Amrabat 1 (rig.)                                                    | Cap: N.Amrabat                                                         |
| 15-11-2019                                                             | Marrakech                                                              | Marocco                                                                | 0 – 0                                                                  | Mauritania                                                             | Qual. Coppa d'Africa 2021                                              | -                                                                            | Cap: H.Ziyech                                                          |
| 19-11-2019                                                             | Bujumbura                                                              | Burundi                                                                | 0 – 3                                                                  | Marocco                                                                | Qual. Coppa d'Africa 2021                                              | Noussair Mazraoui Youssef En-Nesyri Achraf Hakimi                            | Cap: R.Saiss                                                           |
| 9-10-2020                                                              | Marrakech                                                              | Marocco                                                                | 3 – 1                                                                  | Senegal                                                                | Amichevole                                                             | Selim Amallah Youssef En-Nesyri Youssef El-Arabi                             | Cap: R.Saiss                                                           |
| 13-10-2020                                                             | Rabat                                                                  | Marocco                                                                | 1 – 1                                                                  | RD del Congo                                                           | Amichevole                                                             | Noussair Mazraoui                                                            |                                                                        |
| 13-11-2020                                                             | Casablanca                                                             | Marocco                                                                | 4 – 1                                                                  | Rep. Centrafricana                                                     | Qual. Coppa d'Africa 2021                                              | Achraf Hakimi 2 Hakim Ziyech 1 (rig.) Zakaria Aboukhlal                      | Cap: R.Saiss                                                           |
| 17-11-2020                                                             | Douala                                                                 | Rep. Centrafricana                                                     | 0 – 2                                                                  | Marocco                                                                | Qual. Coppa d'Africa 2021                                              | Hakim Ziyech Youssef En-Nesyri                                               | Cap: R.Saiss                                                           |
| 26-3-2021                                                              | Nouakchott                                                             | Mauritania                                                             | 0 – 0                                                                  | Marocco                                                                | Qual. Coppa d'Africa 2021                                              | -                                                                            | Cap: R.Saiss                                                           |
| 30-3-2021                                                              | Marrakech                                                              | Marocco                                                                | 1 – 0                                                                  | Burundi                                                                | Qual. Coppa d'Africa 2021                                              | Munir El Haddadi                                                             | Cap: R.Saiss                                                           |
| 8-6-2021                                                               | Rabat                                                                  | Marocco                                                                | 1 – 0                                                                  | Ghana                                                                  | Amichevole                                                             | Jawad El Yamiq                                                               | Cap: R.Saiss                                                           |
| 12-6-2021                                                              | Rabat                                                                  | Marocco                                                                | 1 – 0                                                                  | Burkina Faso                                                           | Amichevole                                                             | Achraf Hakimi                                                                | Cap: R.Saiss                                                           |
| 2-9-2021                                                               | Rabat                                                                  | Marocco                                                                | 2 – 0                                                                  | Sudan                                                                  | Qual. Mondiali 2022                                                    | Nayef Aguerd autorete                                                        | Cap: R.Saiss                                                           |
| 6-10-2021                                                              | Rabat                                                                  | Marocco                                                                | 5 – 0                                                                  | Guinea-Bissau                                                          | Qual. Mondiali 2022                                                    | Achraf Hakimi Imran Louza (rig.) Ilias Chair Ayoub El Kaabi Munir El Haddadi | Cap: R.Saiss                                                           |
| 9-10-2021                                                              | Casablanca                                                             | Guinea-Bissau                                                          | 0 – 3                                                                  | Marocco                                                                | Qual. Mondiali 2022                                                    | 2 Ayoub El Kaabi Aymen Barkok                                                | Cap: R.Saiss                                                           |
| 12-10-2021                                                             | Rabat                                                                  | Guinea                                                                 | 1 – 4                                                                  | Marocco                                                                | Qual. Mondiali 2022                                                    | Ayoub El Kaabi 2 Selim Amallah Sofiane Boufal                                | Cap: R.Saiss                                                           |
| 12-11-2021                                                             | Rabat                                                                  | Sudan                                                                  | 0 – 3                                                                  | Marocco                                                                | Qual. Mondiali 2022                                                    | 2 Ryan Mmaee Imran Louza                                                     | Cap: R.Saiss                                                           |
| 16-11-2021                                                             | Rabat                                                                  | Marocco                                                                | 3 – 0                                                                  | Guinea                                                                 | Qual. Mondiali 2022                                                    | 2 Ryan Mmaee 1 (rig.) Ayoub El Kaabi                                         | Cap: Y.Bounou                                                          |
| 10-1-2022                                                              | Yaoundé                                                                | Marocco                                                                | 1 – 0                                                                  | Ghana                                                                  | Coppa d'Africa 2021 - 1º turno                                         | Sofiane Boufal                                                               | Cap: R.Saiss                                                           |
| 14-1-2022                                                              | Yaoundé                                                                | Marocco                                                                | 2 – 0                                                                  | Comore                                                                 | Coppa d'Africa 2021 - 1º turno                                         | Selim Amallah Zakaria Aboukhlal                                              | Cap: R.Saiss                                                           |
| 18-1-2022                                                              | Yaoundé                                                                | Gabon                                                                  | 2 – 2                                                                  | Marocco                                                                | Coppa d'Africa 2021 - 1º turno                                         | Sofiane Boufal (rig.) Achraf Hakimi                                          | Cap: F.Fajr                                                            |
| 25-1-2022                                                              | Yaoundé                                                                | Marocco                                                                | 2 – 1                                                                  | Malawi                                                                 | Coppa d'Africa 2021 - Ottavi di finale                                 | Youssef En-Nesyri Achraf Hakimi                                              | Cap: R.Saiss                                                           |
| 30-1-2022                                                              | Yaoundé                                                                | Egitto                                                                 | 2 – 1 dts                                                              | Marocco                                                                | Coppa d'Africa 2021 - Quarti di finale                                 | Sofiane Boufal (rig.)                                                        | Cap: R.Saiss                                                           |
| 25-3-2022                                                              | Kinshasa                                                               | RD del Congo                                                           | 1 – 1                                                                  | Marocco                                                                | Qual. Mondiali 2022                                                    | Tarik Tissoudali                                                             | Cap: R.Saiss                                                           |
| 29-3-2022                                                              | Casablanca                                                             | Marocco                                                                | 4 – 1                                                                  | RD del Congo                                                           | Qual. Mondiali 2022                                                    | 2 Azzedine Ounahi Tarik Tissoudali Achraf Hakimi                             | Cap: R.Saiss                                                           |
| 2-6-2022                                                               | Cincinnati                                                             | Stati Uniti                                                            | 3 – 0                                                                  | Marocco                                                                | Amichevole                                                             | -                                                                            | Cap: R.Saiss                                                           |
| Totale                                                                 |                                                                        | Presenze                                                               | 27                                                                     |                                                                        | Reti                                                                   | 52                                                                           |                                                                        |

## Palmarès

### Giocatore

#### Club

##### Competizioni nazionali
- Coppa di Jugoslavia: 1

Velež Mostar: 1980-1981
- Campionato francese: 1

Nantes: 1982-1983

##### Competizioni internazionali
- Coppa dei Balcani: 1

Velež Mostar: 1980-1981
- Coppa delle Alpi: 1

Nantes: 1982

#### Nazionale
- Campionato d'Europa Under-21: 1

1978

#### Individuale
- Miglior giocatore dell'Europeo Under-21: 1

1978
- Miglior marcatore dell'Europeo Under-21: 1

1978 (6 reti)
- Capocannoniere della Ligue 1: 2

1982-1983 (29 gol), 1984-1985 (28 gol)

### Allenatore

#### Competizioni nazionali
- Campionato marocchino: 1

Raja Casablanca: 1997-1998
- Coppa di Francia: 1

Paris SG: 2003-2004

#### Competizioni internazionali
- Coppa dei Campioni d'Africa/CAF Champions League: 1

Raja Casablanca: 1997

#### Individuale
- Allenatore francese dell'anno: 1

2001